# 삼미 슈퍼스타즈의 선수 목록
다음은 KBO 리그 삼미 슈퍼스타즈의 연도별 선수 명단이다.
명단에는 1군 경기에서 단 한 경기라도 뛴 선수들이 포함되어 있다.

## 1982년 - 1985년

### 투수
| 1982년 | 1983년 | 1984년 | 1985년 | 1986년 | 1987년 | 1988년 | 1989년 | 1990년 |
| 감사용 | 감사용 | 감사용 | 감사용 |        |        |        |        |        |
|        | 장명부 | 장명부 | 장명부 |        |        |        |        |        |

1982년
- 투수: 오문현, 김재현, 박경호, 감사용, 한상연, 김동철, 인호봉

- 포수: 금광옥, 최영환, 김진철

- 1루수: 장정기, 김무관

- 2루수: 김경남

- 유격수: 조흥운

- 3루수: 송경섭, 김구길

- 좌익수: 박준영

- 중견수: 김호인, 이경수, 문주모

- 우익수: 양승관, 이철성

- 지명타자: 이춘근, 허운, 이찬선

1983년
- 투수: 장명부, 임호균, 김재현, 정성만, 인호봉, 감사용, 오문현, 유종천, 김상기

- 포수: 김진우, 금광옥, 최영환

- 1루수: 장정기

- 2루수: 정구선, 이영구, 허운, 이철성

- 유격수: 조흥운, 김경남

- 3루수: 이선웅

- 좌익수: 김대진, 정구왕

- 중견수: 박준영, 이광길

- 우익수: 양승관

- 지명타자: 최홍석, 백인천, 김우근, 엄태섭, 김무관

1984년
- 투수: 장명부, 최계훈, 박정후, 김재현, 김상기, 정성만, 감사용, 오문현, 김덕열, 인호봉, 신태중

- 포수: 김진우, 금광옥, 최영환, 김호근

- 1루수: 김정수, 우경하

- 2루수: 정구선, 이영구, 권두조

- 유격수: 이선웅, 조흥운

- 3루수: 김유동

- 좌익수: 정구왕, 박준영

- 중견수: 김우근

- 우익수: 양승관

- 지명타자: 백인천, 허운, 최홍석, 엄태섭, 장정기, 김무관, 김경남, 김대진

1985년
- 투수: 정은배, 최계훈, 정성만, 장명부, 김재현, 신태중, 감사용, 인호봉, 박정후, 오문현

- 포수: 금광옥, 김진우, 김호근, 박명운

- 1루수: 김정수, 조흥운

- 2루수: 정구선, 김바위, 장정기

- 유격수: 권두조

- 3루수: 이선웅, 이영구

- 좌익수: 양승관

- 중견수: 김우근, 우경하

- 우익수: 정구왕

- 지명타자: 김명성, 양후승, 정문섭, 김경남, 김무관, 김유동, 이병억, 최재은

### 내야수
| 1982년 | 1983년         | 1984년 | 1985년 | 1986년 | 1987년 | 1988년 | 1989년 | 1990년 |
|        | 정구선 (2루수) | 정구선 |        |        |        |        |        |        |

### 외야수
| 1982년          | 1983년 | 1984년 | 1985년 | 1986년 | 1987년 | 1988년 | 1989년 | 1990년 |
| 양승관 (중견수) | 양승관 | 양승관 |        |        |        |        |        |        |

## 포지션별
| 연도   | 투수   | 포수   | 1루수  | 2루수  | 3루수  | 유격수 | 우익수 | 중견수 | 좌익수 | 지명타자 |
| 1982년 | 감사용 | 금광옥 | 조흥운 | 이철성 | 송경섭 | 허운   | 김경남 | 양승관 | 박준영 |          |
| 1983년 | 장명부 | 김진우 | 김경남 | 정구선 | 이선웅 | 이영구 | 박준영 | 양승관 | 김대진 | 금광옥   |
| 1984년 | 장명부 | 김진우 | 김정수 | 정구선 | 이영구 | 권두조 | 우경하 | 김우근 | 정구왕 | 백인천   |